# Сліпий метод друку
Сліпи́й метод набору або ж десятипальцевий метод друку — набір тексту «наосліп», тобто не дивлячись на клавіші друкарської машинки або ж клавіші комп'ютерної клавіатури. При цьому використовуються усі десять пальців рук (хоч можливе застосування меншої кількості пальців), існує вже понад 120 років. У XIX—XX століттях набору «наосліп» навчали друкарок і секретарів, що збільшувало продуктивність їхньої праці та зменшило сферу застосування стенографії. З поширенням персональних комп'ютерів його почали вивчати й прості користувачі ПК за допомогою спеціалізованих комп'ютерних програм.
Сліпий метод набору розробив Франк Едгар Макгуррін, стенографіст суду з Солт-Лейк-Сіті. 25 липня 1888 він, будучи єдиною відомою людиною, яка використовувала даний метод, здобув вирішальну перемогу над Луїсом Тробом, який користувався восьмипальцевим зрячим методом друку. Результати їхнього змагання з друкування в Цинциннаті з'явилися на титульних аркушах багатьох газет: Макгуррін виграв 500 доларів (у перерахунку по індексу споживчих цін на 2008 рік — 11 675 доларів). Перемога викликала широкий інтерес і до сліпого методу друку, і до друкарських машинок — це насправді був день народження сліпого методу друку, на основі якого надалі будувалися й інші методики набору «наосліп».

## Сліпий метод набору в літературі
Сліпий метод друку згадується вже через три роки після того змагання в книзі Артура Конан Дойля:
|                                                                        | — Вам не здається, — сказав він, — що при вашій короткозорості утомливо так багато писати на машинці? — Спочатку я втомлювалася, але тепер друкую сліпим методом, — відповіла вона. |
| — Артур Конан Дойль, Пригоди Шерлока Холмса. Встановлення особи (1891) | |

## Розкладка клавіатури
Розкладка клавіатури — форма, розміри та взаємне розташування клавіш на клавіатурі (механічна розкладка) — це здебільшого стосується службових клавіш, так і маркування клавіш відповідними знаками (візуальна розкладка) — цифри, букви та додаткові символи. Хоча зараз розкладки й стандартизовані, однак і та, й інша можуть мати деякі (часом суттєві) відмінності від клавіатури до клавіатури, ускладнюючи тим самим звикання і швидкісний набір.
Зазвичай середній ряд у клавіатури іменується домашнім рядом або клавіші ФІВА ОЛДЖ, над якими й розташовуються при друку наосліп вісім пальців (великі над пробілом). Більшість комп'ютерних клавіатур мають виступи у вигляді крапок або смужок на тих клавішах, де повинні знаходитися вказівні пальці (F/J в англійській розкладці QWERTY, А/О в українській розкладці ЙЦУКЕН). Таким чином, людина, яка набирає текст, може на дотик визначити правильне (над домашнім рядом) положення пальців.
Перехід користувача з одної розкладки на іншу (наприклад з QWERTY на Dvorak) часто вимагає значних зусиль на перенавчання. Максимальна швидкість набору часто може досягатися тільки на одній розкладці.

## Швидкість набору тексту
Швидкість друку залежить від часу тренувань і від персональної схильності (будова рук, стан нервової системи тощо). Звичайний навчений користувач досягає при проходженні «10-хвилинного тесту» швидкості від 200 до 400 ударів на хвилину. На національному змаганні в Німеччині була досягнута швидкість 750 ударів на хвилину, а на інтернаціональному — 900 (на тренуванні — понад 1200 ударів на хвилину). Враховуються також удари по регістрових клавішах і по інших клавішах (наприклад, у французькій — клавіші наголосів).

## Навчання сліпому методу

Позиція пальців під час друку сліпим методом набору

У зв'язку з широким розповсюдженням комп'ютерних технологій робота за комп'ютером (через взаємодію за допомогою його засобів введення, найпоширенішими з яких є клавіатура і миша) стає необхідним і повсякденним завданням. Проте звичайним при початковому вивченні комп'ютера є т. зв. «зрячий» або «двопальцевий» метод набору, «знайти та натиснути», коли набір тексту здійснюється, відшукуючи кожен наступний символ щоразу заново, візуально, орієнтуючись по маркуванню на клавішах (що значно уповільнює набір, але, з іншого боку, — не вимагає ніякої попередньої підготовки користувача).
Навчання ж «сліпому» методу може (в деяких випадках — менш ніж за місяць щоденних півгодинних тренувань), при сприятливих умовах (здатність до навчання сліпому методу сильно залежить від психофізіологічних особливостей кожної конкретної людини), дозволити вводити текст «наосліп», швидко і безпомилково. Таким чином, витративши якийсь час, людина набуває вміння, яке може заощадити їй велику кількість часу при роботі з клавіатурою і комп'ютером. При сліпому методі друку більший упор робиться на м'язову пам'ять і тактильні відчуття пальців, ніж на зір. Однак цей метод вимагає спеціального навчання, для чого існують курси машинопису, а також паперові та інтерактивні комп'ютерні самовчителі.
У навчанні сліпому методу предметом вивчення є не розташування букв і клавіш на клавіатурі, яка сама по собі запам'ятовується досить просто, а рухи пальців, які необхідно з'єднати в підсвідомості з певною буквою або знаком. Є три види цих рухів:
1. Удар по клавішах з вихідних позицій (ФІВА ОЛДЖ).
2. Рухи від клавіш вихідних позицій до інших клавіш тієї ж зони та удар по них.
3. Рухи від будь-якої клавіші до будь-якої клавіші тієї ж зони та удар по цих клавішах.

Останній тип рухів найскладніший і часто не дається в навчальних курсах безпосередньо, маючи на увазі те, що цей тип рухів виробляється сам у процесі застосування навички.
У процесі вироблення даних типів рухів відбувається вивчення розташування клавіш (розкладки). На думку переважної більшості авторів, потрібно категорично заборонити підглядання на клавіатуру не тільки в тих випадках, коли «засліплена» клавіатура, але і тоді, коли для полегшення пошуку букв розміщують у полі зору добре видиме зображення клавіатури (на стіні або на екрані дисплея). Тоді як на думку інших, при наборі строго по зонах десятьма пальцями можливе поступове формування навички сліпого друку навіть у разі підглядання. При навчанні сліпому методу можна користуватися «порожньою» клавіатурою (наприклад, Das Keyboard) або заклеїти пластиром чи замазати лаком для нігтів букви на звичайній, це психологічно спрощує боротьбу з підгляданням. Хоча навіть у випадку порожньої клавіатури не рекомендується допускати підглядання на рух пальців, це уповільнює утворення зворотного зв'язку, заснованого на пропріорецептивній чутливості.
Зазвичай починають із запам'ятовування місцезнаходження клавіш так званої «основної позиції» — Ф І В А — для лівої руки та О Л Д Ж — для правої. Для полегшення пошуку основної позиції і її тактильного розпізнавання клавіші А та О в кириличній розкладці клавіатури, — практично на всіх клавіатурах, позначені маленькими горбиками. Освоїти «постановку пальців» — правильне розташування пальців на клавішах «основної позиції» ряду.
Подальше вдосконалення швидкісних навичок — справа часу, наполегливих тренувань або практичної роботи.

## Навчальні матеріали
Навчальні матеріали можна розділити на такі групи:
- Навчальні інструкції, містять інструктаж з побудови графіка навчання, термінів навчання, що містять добірки вправ, і іншу дуже корисну теоретичну інформацію з техніки набору.
- Клавіатурні тренажери, в тому числі й англомовні, робота на яких може скласти близько половини всіх вправ у навчанні. Їхня роль дуже велика, особливо при правильному доборі вправ, оскільки вони дозволяють відпрацьовувати символи, що рідко зустрічаються, тренувати слабкіші пальці. Більшість із них сприймається як весела гра і є потужним механізмом утримання багатьох ледачих учнів від ідеї закинути розпочате навчання.
- Змагання з техніки сліпого машинопису, організовані на спеціальних сайтах. На початкових етапах виконують в основному стимулюючу роль, а для впевнених користувачів служать тренажером для подальшого вдосконалення навички.
- Метод навчання роботою, без якого даний список був би неповним. Метод полягає у розвитку навичок друку безпосередньо систематичним набором на клавіатурі тексту в процесі необхідної сторонньої друкованої роботи на комп'ютері. З особливостей даного підходу до навчання слід відзначити супутні йому недоліки. Ті, хто навчалися таким способом, часто використовують лише кілька пальців, що в результаті знижує швидкість і безпомилковість набору, призводить до більшого обсягу переміщень кистей. Більшість таких користувачів завдяки цій практиці зрештою так ніколи й не навчиться сліпого методу набору. Такий метод прийнято називати «напівзрячим».

Існує думка, що цій навичці потрібно навчати у школі.